# Rwenzorimees
De rwenzorimees (Melaniparus fasciiventer; synoniem: Parus fasciiventer) is een zangvogel uit de familie Paridae (mezen).

## Verspreiding en leefgebied
Deze soort komt voor in Burundi, Congo-Kinshasa, Rwanda en Oeganda en telt drie ondersoorten:
- M. f. fasciiventer: Rwenzori-gebergte (oostelijk Congo-Kinshasa en westelijk Oeganda), westelijk Rwanda en westelijk Burundi.
- M. f. tanganjicae: Itombwegebergte (oostelijk Congo-Kinshasa) en zuidwestelijk Burundi.
- M. f. kaboboensis: Mount Kabobo (oostelijk Congo-Kinshasa).

## Status
De grootte van de populatie is niet gekwantificeerd maar de soort wordt omschreven als algemeen tot plaatselijk zeer algemeen. Op de Rode lijst van de IUCN heeft deze soort de status niet bedreigd.